# Hemieuxoa cara
Hemieuxoa cara är en fjärilsart som beskrevs av Márton Hreblay och Ronkay. Hemieuxoa cara ingår i släktet Hemieuxoa och familjen nattflyn. Inga underarter finns listade i Catalogue of Life.